# SG Sonnenhof Großaspach
Maillots
Actualités
La SG Sonnenhof Großaspach (Sportgemeinschaft Sonnenhof Großaspach en allemand) est un club allemand de football fondé le 25 août 1994 basé à Aspach.